# EL3
EL3 (eau lourde no 3) est le troisième réacteur nucléaire à eau lourde français. Il a été mis en service en 1957 à Saclay. 

## Données techniques
Mesurant près de 15 m, il entre en divergence en juillet 1957. Situé au Centre CEA de Saclay, il est destiné à étudier la résistance des matériaux (graphite, cartouche de combustible) à l'effet du rayonnement. Le flux neutronique d'EL3 étant dix fois plus élevé que celui d'EL2, il permet de réduire les temps d'irradiation d'un facteur dix. La puissance d'EL3 est de 17,5 mégawatts tandis qu'EL2 atteint 2,5 mégawatts.
Il s'agit d'un réacteur de recherche de type pile-piscine, le combustible d'EL3 est de l'uranium naturel légèrement enrichi. L'eau lourde était à la fois le modérateur et le caloporteur de la pile EL3.

## Incidents et accidents
En 1957, un élément combustible de la pile EL3 subit une fusion partielle. Le réacteur a été arrêté et le hall de la pile évacué en quelques minutes. La cause de cet incident est l'utilisation, à des fins expérimentales, d'un élément combustible spécial ne pouvant être utilisé que pour des essais à faible puissance. Il fut oublié le jour de la première montée en puissance à 15 MW du réacteur.
Le 8 novembre 1961, un accident se produisit lors d'une manipulation pour étudier la fusion à cœur d'une cartouche d'essai de dioxyde d'uranium (UO2) fritté enrichi à 4 %. La rupture brutale de la gaine et l'éjection d'UO2 liquide ont entraîné la contamination radioactive du circuit d'eau lourde. À la suite de l'accident, deux agents qui ont dépassé une dose cumulée de 5 rems ne peuvent plus travailler sur la pile[réf. incomplète].

## Mise en route d'EL4 et arrêt d'EL3
En 1961, le CEA engage la construction de EL4 à Brennilis en Bretagne. D'une puissance de 70 MW, ce nouveau réacteur à eau lourde mais refroidi au gaz est conçu sur les principes éprouvés à EL3[réf. incomplète].
En 1979, EL3 est définitivement arrêtée après 22 ans d'exploitation[réf. souhaitée].

## Démantèlement
En 2005, EL3 n’a encore fait l’objet que d’un démantèlement partiel, en raison notamment de l’absence de solution de stockage des déchets de graphite radioactifs. Les réflecteurs en graphite des réacteurs EL2 et EL3 de Saclay représentent une masse totale de 109 tonnes[réf. souhaitée].
En 2009, ces matériaux se trouvent toujours dans les réacteurs, ils seront comptés comme déchets par l'ANDRA lors de leur déconstruction qui devrait être achevée fin 2030.